# امبولانی مولاودزی
امبولانی مولاودزی (انگلیسی: Mbulaeni Mulaudzi; ۸ سپتامبر ۱۹۸۰ – ۲۴ اکتبر ۲۰۱۴) دونده دو نیمه‌استقامت اهل آفریقای جنوبی بود.
از افتخارات وی می‌توان به کسب مدال نقره دو ۸۰۰ متر در بازی‌های المپیک تابستانی ۲۰۰۴ اشاره کرد. مولاودزی در سال ۲۰۱۴ در ۳۴ سالگی بر اثر تصادف رانندگی درگذشت.